# Señora Acero
 (срп. Госпођа Асеро / Жена од челика) мексичко-америчка је теленовела, продукцијске куће Телемундо, која се снима од 2014.

## Синопсис
Сара Агилар Бермудез је изузетно лепа, харизматична и интелигентна жена, којој је живот, чинило се, показао своје најлепше лице. Међутим, дан који је требало да јој буде најсрећнији у животу, означио је почетак њеног кошмара.
Њен супруг, Висенте Асеро, убијен је на дан црквеног венчања. Сара је тек тада сазнала да наизглед узорни муж није био ни изблиза тако добар каквим га је сматрала — уплетен у прљаве послове, њој и њеном сину оставио је само дугове, навуковши им мафију на врат.
Пошто су јој влада и банка одузеле имовину, млада удовица морала је да побегне из краја где је живела и обезбеди будућност себи и свом сину, а да притом избегне супругове
непријатеље.
На почетку нове етапе у свом животу, Сара упознаје Арасели, лепу, страствену и великодушну кокету, која има страшан порок — зависна је од дроге. Упркос томе, она постаје Сарина најбоља пријатељица и помаже јој да добије први посао. Тако Сара постаје радница у фризерском салону којим управља Енрикета Сабидо — параноична, бескрупулозна и ауторитативна жена, којој посао служи као канал за преваре, опасне и нелегалне послове и прање новца.
Временом, ударци које јој је задао живот учинили су да Сара више не буде само слатка и брижна мајка. Претворила се у јаку жену, која је престала да верује људима. Ипак, на путу преображења није сама — љубав је покуацала на њена врата када је у њен живот ушао Елиодоро Флорес Тарсо, интелигентан полицајац који се ослања на своју интуицију. Пратио је Сару док је корачала путем моћи, све док се није претворила у „краљицу организованог криминала“. Користећи своју лепоту и памет као најјача оружја, успела је да постане део опасног нарко света у коме нема савезника. Стекла је славу користећи презиме покојног супруга — позната као Госпођа Асеро немилосрдно је склањала с пута своје непријатеље, све док и сам председник републике није затражио њену главу…

## Сезоне
| Сезона | Сезона | Број епизода | Премијера сезоне    | Крај сезоне       |
| ------ | ------ | ------------ | ------------------- | ----------------- |
|        | 1      | 73           | 23. септембар 2014. | 12. јануар 2015.  |
|        | 2      | 75           | 22. септембар 2015. | 11. јануар 2016.  |
|        | 3      | 93           | 19. јул 2016.       | 5. децембар 2016. |
|        | 4      | —            | 2017.               |                   |

- Прва сезона
- Друга сезона
- Трећа сезона

## Глумачка постава

### Главне улоге
| Глумац:             | Улога:                                                     |
| ------------------- | ---------------------------------------------------------- |
| Бланка Сото         | Сара Агилар Бермудез, „Госпођа Асеро“ или „Жена од челика“ |
| Лици                | Арасели Паниагуа                                           |
| Дамјан Алказар      | Висенте Асеро                                              |
| Марко Перез         | Фелипе Муриљо                                              |
| Хорхе Сарате        | Амаро Родригез, „Ел Индио”                                 |
| Росана Сан Хуан     | Маријана Асеро                                             |
| Андрес Паласиос     | Елиодоро Флорез Тарсо                                      |
| Ребека Џонс         | Енрикета Сабидо                                            |
| Хосе Луис Ресендез  | Акасио Мартинез, „Дон Тека“                                |
| Линколн Паломеке    | Мануел Каиседо                                             |
| Алехандро Калва     | Мигел Кинтаниља                                            |
| Каролина Миранда    | Висента Рихорес, „Којотица”                                |
| Луис Ернесто Франко | Данијел Филипс                                             |
| Серхио Гојри        | Хесус Касарес, „Чучо”                                      |
| Лаура Флорес        | Еделмира Рихорес                                           |
| Хосе Марија Торе    | Лари Перез, „Ел Ченеке”                                    |
| Ана Лусија Домингез | Марта Моника Виљалобос, „Ла Тути“                          |
| Габи Еспино         | Индира Карденас                                            |

### Споредне улоге
| Глумац:                                        | Улога:                              |
| ---------------------------------------------- | ----------------------------------- |
| Алан Кастиљо Патрисио Себастијан Мишел Дувал   | Салвадор Асеро                      |
| Вилсон Фигередо Габријел Сантојо Маурисио Енао | Хосе Анхел Годој                    |
| Аурора Хил                                     | Хосефина Агилар де Муриљо           |
| Алберто Агнеси                                 | Марсело Дорига                      |
| Роберто Волмут                                 | „Ел Мудо” / Чалино, „Ел Роскас”     |
| Родриго Гирао Дијаз                            | Марио Касас                         |
| Оскар Пријего                                  | Ерик Кинтаниља, „Ел Гаљо“           |
| Едуардо Амер                                   | Оскар, „Ел Беботе“                  |
| Ока Хинер                                      | Росарио Франко                      |
| Салим Ортиз                                    | Артуро Санчез                       |
| Нубија Марти                                   | Викторија Филипс                    |
| Леон Пераза                                    | Доминго                             |
| Патрисија Навидад                              | Маргарита Касанова                  |
| Росарио Зуњига                                 | Роса Родригез, „Ла Индија”          |
| Адријан Куе                                    | „Ел Тепо“                           |
| Алехандро Оливија                              | „Ел Чамуко”                         |
| Арон Алонсо                                    | Маријано Рубио, „Ел Бечончо”        |
| Адријан Ди Монте                               | Абелардо Касарес                    |
| Алехандро Спеицер                              | Хуан Пабло Франко                   |
| Кармен дел Ваље                                | Чавела Касарес                      |
| Ситлаљи Анаја                                  | Лорена Касарес                      |
| Сусана Лозано                                  | Консуело Касарес                    |
| Џастин Мартин                                  | Мартин Конорс                       |
| Ирвинг Пења                                    | Давид Каасарес                      |
| Ериберто Мендез                                | Орландо Хименез                     |
| Корал де ла Вега                               | Ивана Хименез                       |
| Лусијана Силвејра                              | Берта Агилар                        |
| Валентина Акоста                               | Миријам Годој                       |
| Анди Зуно                                      | Плутарко                            |
| Серхио Лозано                                  | Хоакин Фернандез                    |
| Кецали Булнес                                  | Алисија Рекехо                      |
| Карла Ернандез                                 | Сењорита Алдама                     |
| Исабел Бур                                     | Бегоња Хуарез                       |
| Дијего Солдано                                 | Педро Хуарез                        |
| Франциско „Пакеј” Васкез                       | Кристијан Хименез                   |
| Астрид Ернандез                                | Брисеида Монтеро                    |
| Маурисио Мартинез                              | Хавијер Фераро                      |
| Клаудио Рока                                   | Алваро Мартинез                     |
| Емануел Орендај                                | Орасио Кирога                       |
| Пилар Мата                                     | Карлота Бермудез де Агилар          |
| Кармен Мадрид                                  | Корнелија Риос                      |
| Артуро Барбо                                   | Хунио Асеро                         |
| Андрес Зуљига                                  | Орландо Карабијас, „Ла Емпанада”    |
| Вивијана Серна                                 | Гуадалупе Гонзалез, „Лупита”        |
| Хуан Карлос Мартин дел Кампо                   | Руфино Валдес                       |
| Алехандро Касо                                 | Хуан Пара, „Ел Алимања”             |
| Ектор Берзунза                                 | Арнулфо Белтран                     |
| Ињаки Гоци                                     | Хосе Франциско Санчез, „Ел Тибурон” |
| Алехандро Пераза                               | командант Кортес                    |
| Раул Аранда Ли                                 | Педро Арохо                         |
| Илијана Фокс                                   | Ванеса Крил                         |
| Бриџит Босо                                    | Патрисија Флорес                    |